# Paurodontus gracilis
Paurodontus gracilis är en rundmaskart. Paurodontus gracilis ingår i släktet Paurodontus och familjen Neotylenchidae. Inga underarter finns listade i Catalogue of Life.